# Karl von Schmidt (General, 1817)

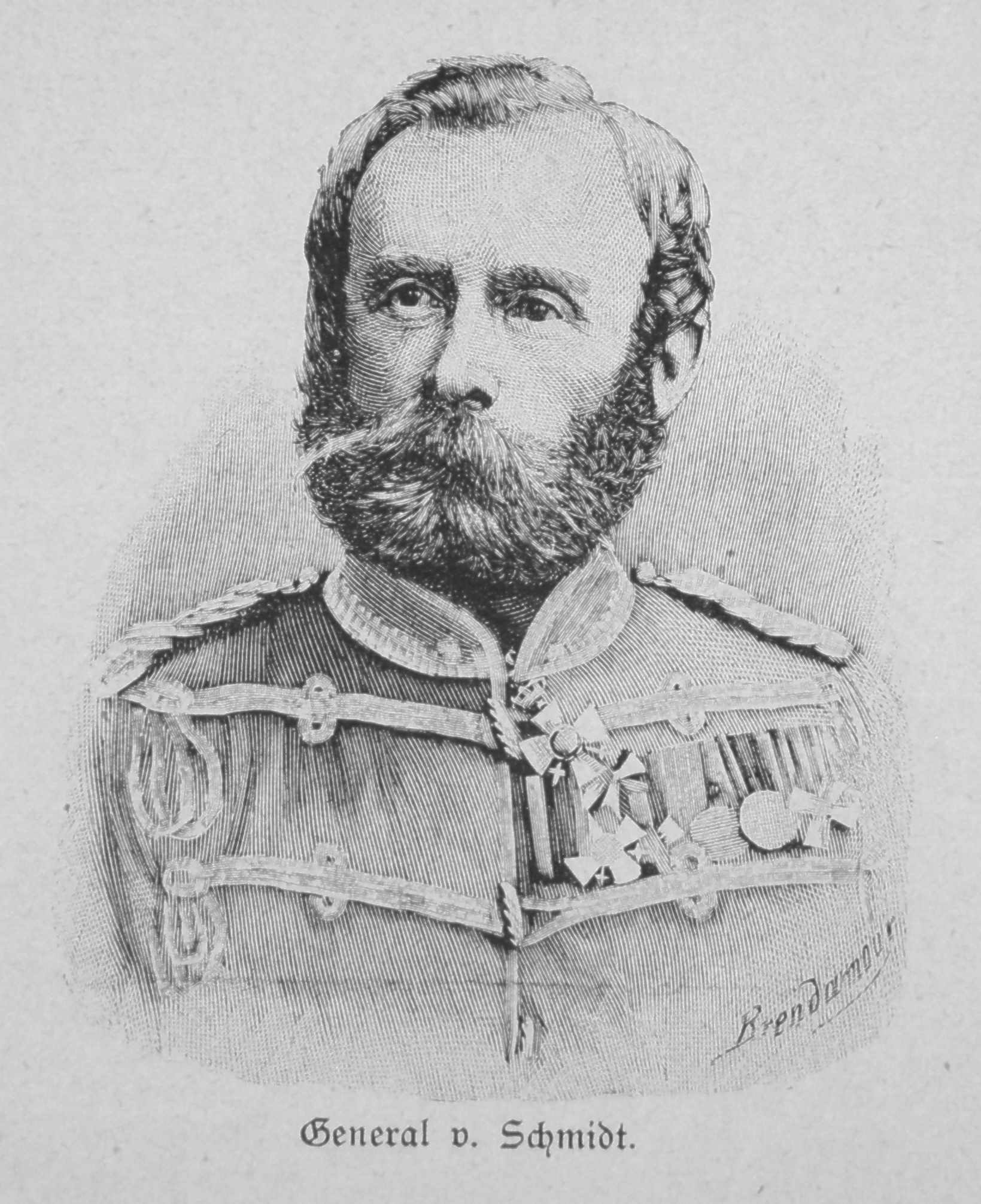
Karl Johann von Schmidt

Karl Johann von Schmidt (* 12. Januar 1817 zu Schwedt; † 25. August 1875 in Danzig) war ein preußischer Generalmajor.

## Leben

### Herkunft
Karl war ein Sohn des Erbherrn auf Krackow und Oberstleutnant a. D., welcher zuletzt bei der 2. Artillerie-Brigade stand, Wilhelm Heinrich Karl Ferdinand von Schmidt (1776–1839) und der Charlotte Friederike Tugendreich geb. von Zychlinski (1795–1821).

### Werdegang
Nach dem Besuch des Gymnasiums in Stralsund sowie der Kadettenhäuser in Kulm und Berlin wurde Schmidt 1834 als überzähliger Sekondeleutnant dem 4. Ulanen-Regiment der Preußischen Armee überwiesen. Von 1838 bis 1840 war er zur Lehreskadron kommandiert und wurde 1842 Regimentsadjutant. Als Adjutant der 3. Division fand er 1846 Verwendung und avancierte 1848 zum Premierleutnant. Er war von 1849 bis 1850 Lehrer an der Divisionsschule der 3. Division, erhielt 1852 seine Beförderung zum Rittmeister und wurde 1853 Eskadronchef im 4. Ulanen-Regiment. Schmidt erhielt 1859 zunächst den Charakter als Major, noch im selben Jahr aber auch das Patent zum Dienstgrad und wurde etatsmäßiger Stabsoffizier. Von 1860 bis 1863 war er Führer des 4. Landwehr-Ulanen-Regiments, mit dem er 1863 an die polnische Grenze verlegt wurde. Ebenfalls im Jahr 1863 wurde er mit der Führung des Kürassier-Regiments Nr. 4 beauftragt, unter Stellung à la suite desselben. Mit der Beförderung zum Oberstleutnant im September 1863 wurde er auch Kommandeur des Kürassier-Regiments Nr. 4. Nach seiner Teilnahme am Deutsch-Dänischen Krieg hat er 1865 den Roten Adlerorden IV. Klasse erhalten und stieg im Juni 1866 zum Oberst auf. Mit der Mainarmee nahm er 1866 am Deutschen Krieg, insbesondere den Gefechten Dermbach, Aschaffenburg, Tauberbischofsheim und Gerchsheim teil. Schmidt erhielt den Kronenorden III. Klasse mit Schwertern und wurde Kommandeur des Husaren-Regiments Nr. 16. Die Verleihung des Ehrenkomturkreuzes des Oldenburgischen Hausordens erfolgte 1867.
In den Krieg gegen Frankreich 1870/71 zog er an der Spitze seines Regiments. Nachdem der bisherige Kommandeur in der Schlacht von Mars-la-Tour verwundet worden war, erhielt er am 16. August 1870 das Kommando über die 14. Kavallerie-Brigade und war in der Folge wiederholt Führer der 6. Kavallerie-Division, unter anderem in der Schlacht bei Le Mans. In der Schlacht bei Vionville wurde er selbst schwer verwundet. In diesem Krieg hat er beide Klassen des Eisernen Kreuzes und den Orden Pour le Mérite erhalten. Zu seinen Leistungen gehören der Streifzug in die Sologne nach der zweiten Schlacht von Orléans sowie die Verfolgung nach der Schlacht bei Le Mans, die er vom 13. bis zum 17. Januar 1871 bis vor Laval unternahm.
Nach dem Frieden wirkte er an den Ausbildung der Kavallerie und bahnbrechend bei der Leitung von Kavalleriedivisionsübungen. 1873 hat er den Roten Adlerorden II. Klasse mit Eichenlaub erhalten. Karl von Schmidt übernahm zuletzt die 7. Division. Er starb mitten in seiner Tätigkeit am 25. August 1875 in Danzig.

### Familie
Schmidt vermählte sich 1841 in Berlin mit Helene Pauline von Göhren (1816–1906). Aus der Ehe gingen vier Söhne hervor und eine Tochter hervor.
- Karl (1840–1917), preußischer Generalleutnant
- Franz (1842–1929), preußischer Generalmajor
- Friedrich (* 1846), preußischer Oberstleutnant
- Arthur (1849–1918), preußischer Generalleutnant
- Valeska (* 1852)

## Ehrungen
1902 wurde ihm zu Ehren in Schleswig vor dem Schloss Gottorf ein Denkmal errichtet, geschaffen von dem Bildhauer Conrad Freyberg. Aus seinem Nachlass gab sein Adjutant von Vollard-Bockelberg auf Veranlassung des Inspekteurs des Kavallerie des Prinzen Friedrich Karl von Preußen eine Instruktionen betreffend Erziehung, Ausbildung Verwendung und Führung der Reiterei heraus.
Ebenfalls ihm zu Ehren erhielt das 1. Pommersche Ulanen-Regiment Nr. 4 den Namen Ulanen-Regiment „von Schmidt“.